# Шарлоттаун
Шарлоттаун (англ. Charlottetown) — столица и крупнейший город самой маленькой канадской провинции Остров Принца Эдуарда.

## История

### Колониальная история
На месте города ранее были поселения индейского племени микмаков. В 1720 году акадийцы из Луисбурга основали крепость, получившую название Порт-ла-Джой. Во время Войны короля Георга на острове высадились английские войска, но в ходе контратаки французов они были разгромлены.
В августе 1758 года в ходе Франко-индейской войны крепость перешла под контроль англичан, а французское население было депортировано (причём большая часть в ходе депортации погибла). Эти события послужили прологом к геноциду акадийцев, устроенному Британской империей после победы в Семилетней войне. Сам Шарлоттаун, названный в честь жены Георга III и будущей бабушки королевы Виктории Шарлотты Мекленбург-Стрелицкой, был основан в 1764 году. В ноябре 1775 года, в ходе Войны за независимость США, город был разграблен американской флотилией, базировавшейся в Массачусетсе. Официальный статус города был получен Шарлоттауном 17 апреля 1855 года, число горожан на тот момент составляло около 6,5 тысяч человек.

### В составе Канады

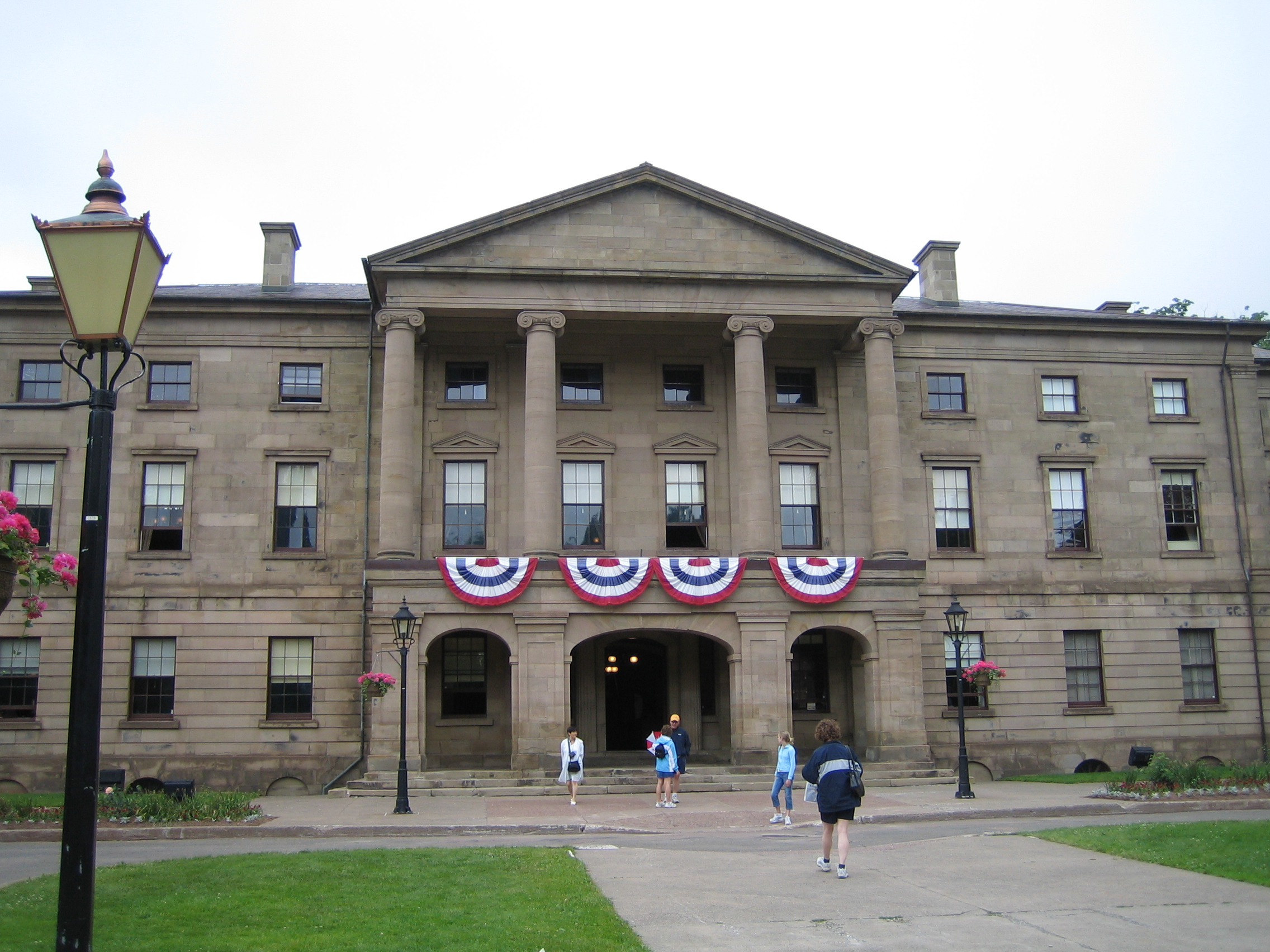
Место проведения Шарлоттаунской конференции

В 1864 году в Шарлоттауне состоялась конференция делегатов британских колоний в Северной Америке, которая положила начало созданию Канадской конфедерации.
Провинция Остров Принца Эдуарда присоединилась к Канаде в 1873 году, с Шарлоттауном в качестве столицы. Экономическое развитие города во второй половине XIX века было связано с судостроением и рыболовством. В XX веке эти отрасли постепенно пришли в упадок, к середине 1980-х их место целиком заняли финансовый сектор и сфера услуг. При всей схожести процессов, протекавших в городах США и Канады во второй половине XX века, канадским городам (в том числе и Шарлоттауну), благодаря значительно меньшей доле расовых меньшинств, удалось в значительной мере избежать бегства белых и превращения городских центров в гетто.

## География и климат
Город расположен у гавани, образованой слиянием трёх рек, на берегу пролива Нортамберленд и имеет V-образную форму, с остриём, указывающим на юг.
Климат, как и на всём острове, умеренно континентальный с чертами морского, большое влияние на погоду оказывает Атлантический океан. Температура января-февраля — около −7 °C, июля-августа — +17-+18 °С. Зимой часты оттепели и снегопады. Летом часто пасмурно и дождливо.
| \| Показатель \| Янв. \| Фев. \| Март \| Апр. \| Май \| Июнь \| Июль \| Авг. \| Сен. \| Окт. \| Нояб. \| Дек. \| Год \| \| ---------------------------- \| ---- \| ---- \| ---- \| ---- \| ---- \| ---- \| ---- \| ---- \| ---- \| ---- \| ----- \| ---- \| ---- \| \| Абсолютный максимум, °C \| 15,0 \| 13,0 \| 16,0 \| 23,0 \| 31,0 \| 32,0 \| 34,0 \| 34,0 \| 32,0 \| 24,1 \| 21,0 \| 17,0 \| 34,0 \| \| Средний максимум, °C \| −3 \| −3 \| 0,0 \| 7,0 \| 14,0 \| 20,0 \| 23,0 \| 23,0 \| 18,0 \| 12,0 \| 6,0 \| −1 \| 10,0 \| \| Средняя температура, °C \| −8 \| −7,5 \| −3,5 \| 3,0 \| 9,0 \| 15,0 \| 18,5 \| 18,0 \| 13,5 \| 8,0 \| 2,5 \| −4,5 \| 5,5 \| \| Средний минимум, °C \| −13 \| −12 \| −7 \| −1 \| 4,0 \| 10,0 \| 14,0 \| 13,0 \| 9,0 \| 4,0 \| −1 \| −8 \| 1,0 \| \| Абсолютный минимум, °C \| −31 \| −30 \| −24 \| −14 \| −7 \| −1 \| 4,0 \| 2,0 \| −1 \| −7 \| −15 \| −28 \| −31 \| \| Норма осадков, мм \| 106 \| 86 \| 92 \| 88 \| 98 \| 93 \| 86 \| 87 \| 95 \| 109 \| 111 \| 123 \| 1173 \| \| Источник: Environment Canada \| \| \| \| \| \| \| \| \| \| \| \| \| \| |      |      |      |      |      |      |      |      |      |      |       |      |      |
| Показатель | Янв. | Фев. | Март | Апр. | Май  | Июнь | Июль | Авг. | Сен. | Окт. | Нояб. | Дек. | Год  |
| Абсолютный максимум, °C | 15,0 | 13,0 | 16,0 | 23,0 | 31,0 | 32,0 | 34,0 | 34,0 | 32,0 | 24,1 | 21,0  | 17,0 | 34,0 |
| Средний максимум, °C | −3   | −3   | 0,0  | 7,0  | 14,0 | 20,0 | 23,0 | 23,0 | 18,0 | 12,0 | 6,0   | −1   | 10,0 |
| Средняя температура, °C | −8   | −7,5 | −3,5 | 3,0  | 9,0  | 15,0 | 18,5 | 18,0 | 13,5 | 8,0  | 2,5   | −4,5 | 5,5  |
| Средний минимум, °C | −13  | −12  | −7   | −1   | 4,0  | 10,0 | 14,0 | 13,0 | 9,0  | 4,0  | −1    | −8   | 1,0  |
| Абсолютный минимум, °C | −31  | −30  | −24  | −14  | −7   | −1   | 4,0  | 2,0  | −1   | −7   | −15   | −28  | −31  |
| Норма осадков, мм | 106  | 86   | 92   | 88   | 98   | 93   | 86   | 87   | 95   | 109  | 111   | 123  | 1173 |
| Источник: Environment Canada |      |      |      |      |      |      |      |      |      |      |       |      |      |

## Население
По данным переписи населения 2021 года, в городе проживало 38 809 человек - прирост на 7,5 % по сравнению с переписью 2016 года. Население городской агломерации Шарлоттауна составляло 78 858 человек, что было почти на 10 % больше, чем в 2016 году.
Расовый состав населения:
- белые — 95,5 %
- индейцы — 1,4 %
- азиаты — 3,1 %

Почти 2/3 горожан являются потомками кельтских переселенцев (в основном ирландцев и гэлов).
Более 91 % горожан — христиане, большинство — католики и протестанты.
Средний возраст горожан — 42,4 года. Среднегодовой доход на жителя в возрасте 15 лет и старше в 2020 году составлял 46 160 канадских долларов (до вычета налогов). Уровень преступности самый низкий как среди провинциальных столиц Канады, так и среди крупнейших городов каждой провинции.

## Экономика

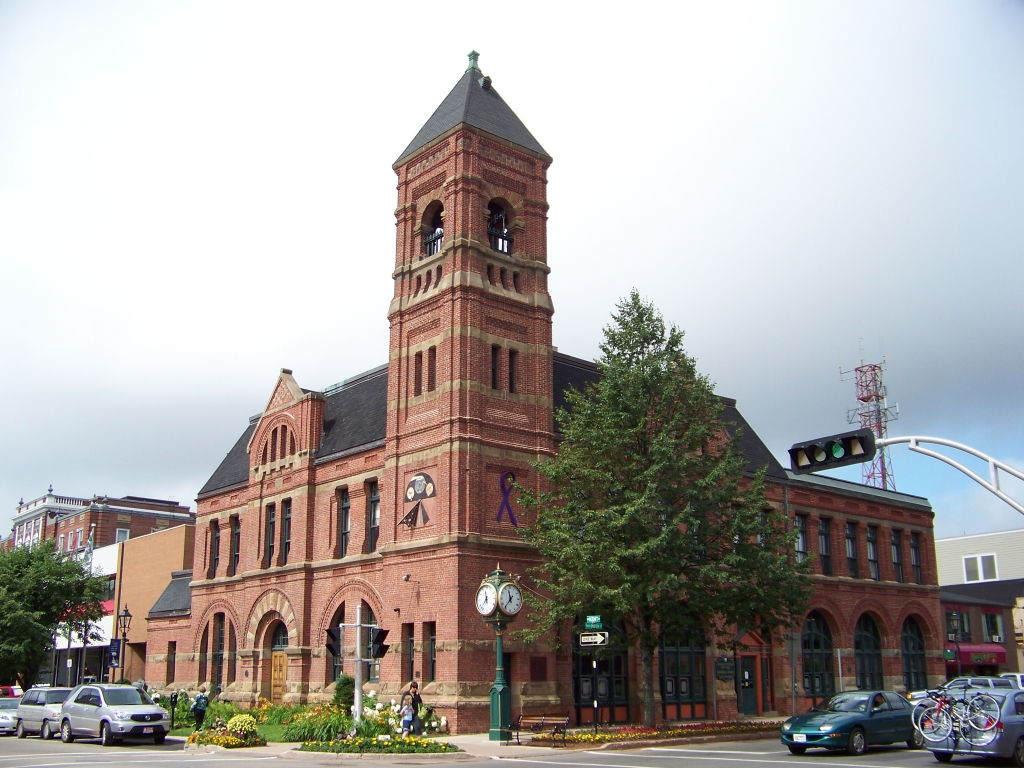
Городская ратуша

Основой экономики Шарлоттауна является государственный сектор. Органы власти различных уровней (федерального, провинциального и муниципального), а также принадлежащие им учреждения образования и здравоохранения создают более 2/3 рабочих мест города.
В частном секторе значительную роль играет туризм, в городе сохранилось много достопримечательностей конца XVIII—XIX вв. Кроме того, в Шарлоттаун часто заходят круизные суда.
Имеются небольшие предприятия, преимущественно в области химии и биотехнологий. В Шарлоттауне расположена штаб-квартира авиакомпании Prince Edward Air.
В городе со вторника по субботу выходит ежедневная газета «The Guardian».

## Образование
В результате слияния Университета Святого Дунстана и Колледжа Принца Уэльского образован современный Университет Острова Принца Эдуарда.

## Транспорт

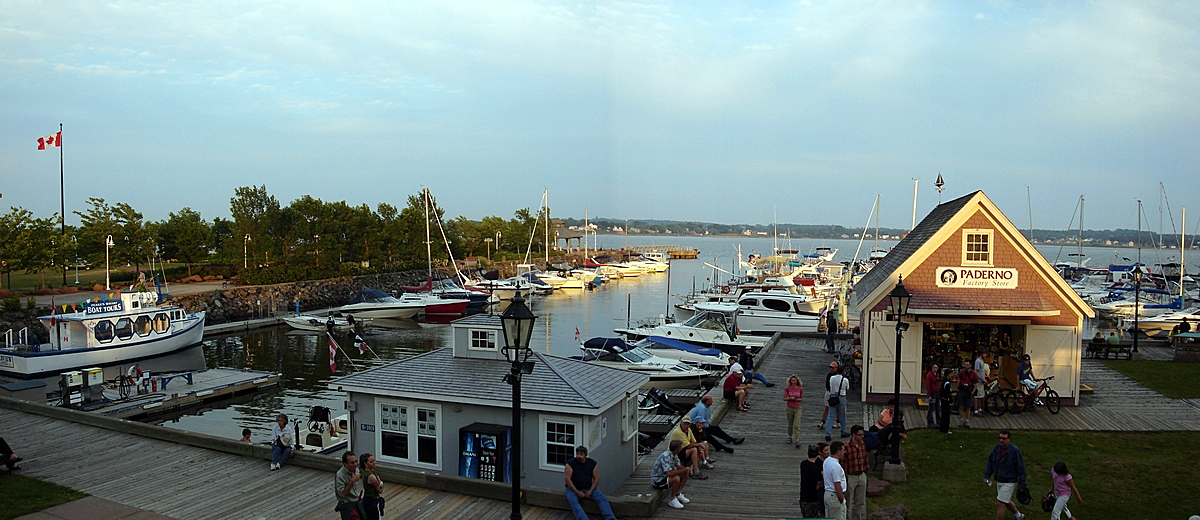
Причал в Шарлоттауне

Аэропорт Шарлоттауна (IATA: YYG, ICAO: CYYG), расположенный в 6 километрах к северу от города, обслуживает около 290 тысяч пассажиров в год (2010). Регулярные рейсы выполняются в Оттаву, Монреаль, Галифакс и Торонто. Сезонные — в Нью-Йорк, Варадеро, Саману и Пунта-Кану.
Когда-то Шарлоттаун был центром железнодорожной сети острова, но с середины XX века она стала приходить в упадок, и в 1989 году была демонтирована окончательно.
Город и весь остров связаны с шоссейной сетью Канады мостом Конфедерации через пролив Нортамберленд.
В течение XX века предпринималось несколько попыток запустить в городе систему общественного транспорта, но все они прекращали свою деятельность через некоторое время. Ныне действующая Charlottetown Transit начала работу в 2005 году
и состоит из 7 автобусных маршрутов (понедельник-суббота).

## Достопримечательности
- Поместье «Ардгоуэн» — исторический памятник[4].
- Галерея Конфедеративного центра искусств.

## Галерея

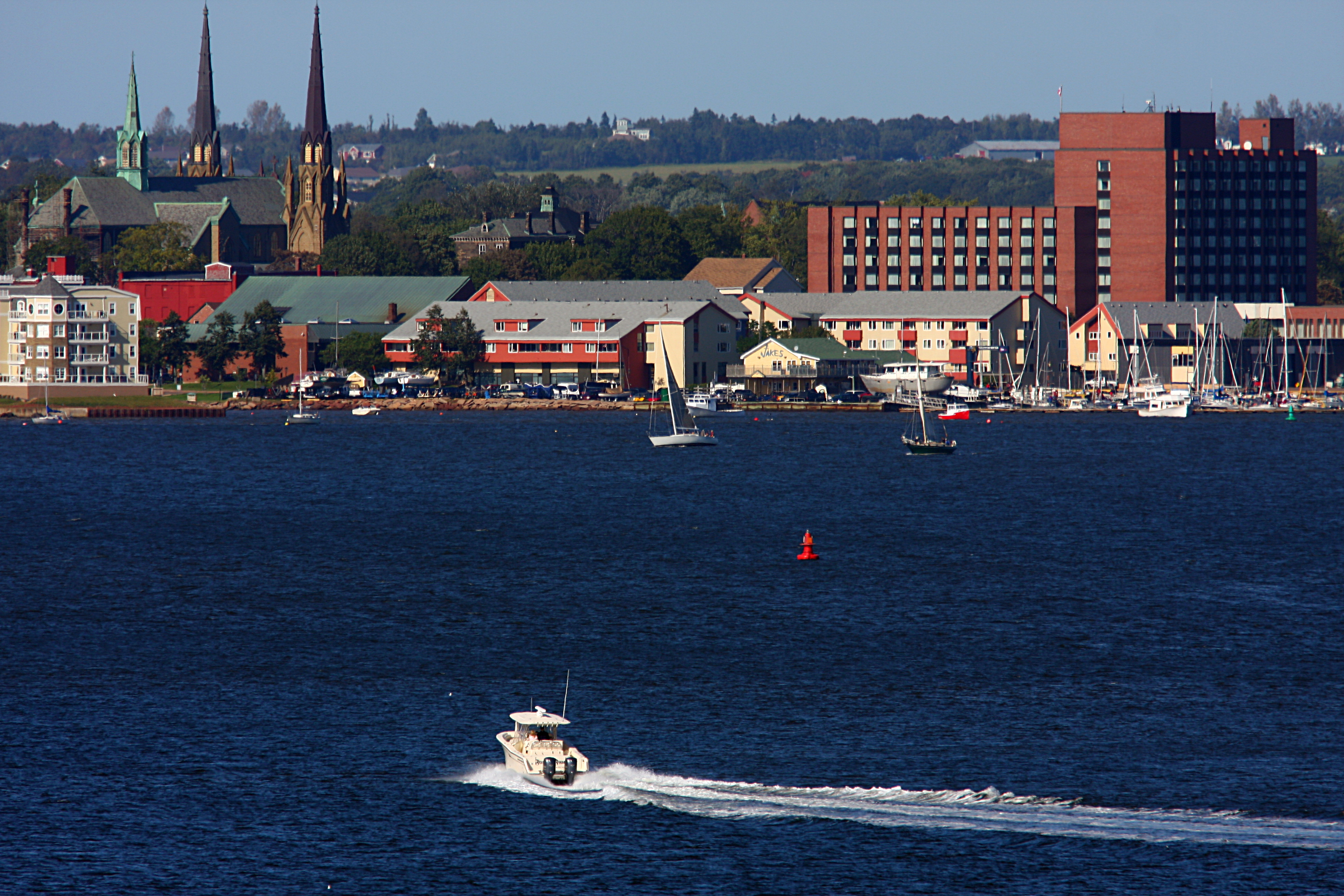
Горизонт Шарлоттауна от Рокки Пойнт
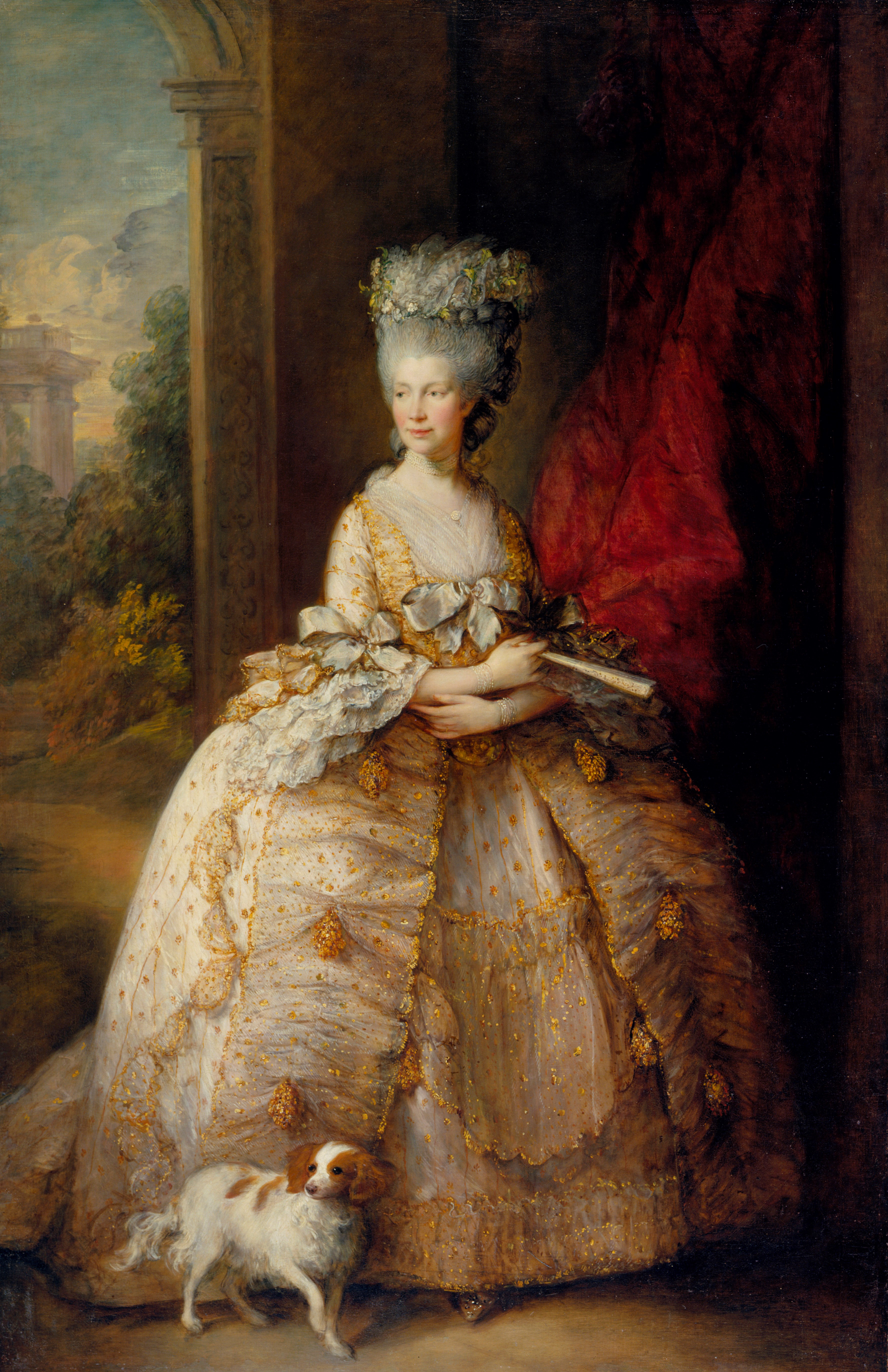
Шарлоттаун был назван в честь принцессы Шарлотты, супруга короля Георга III.
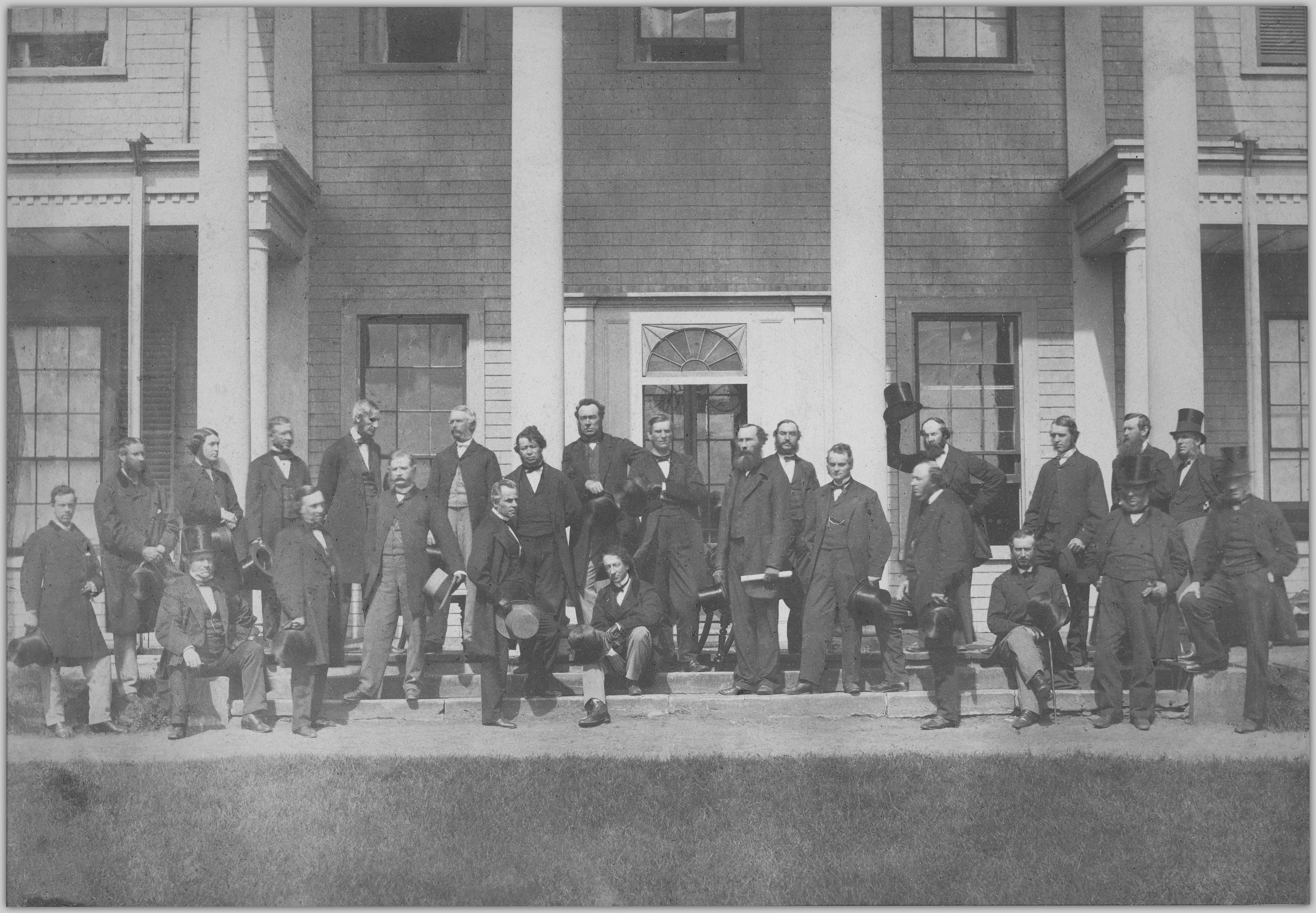
Члены Шарлоттаунской конференции, конференции по обсуждению Канадской конфедерации, напротив Дома правительства в 1864 году.
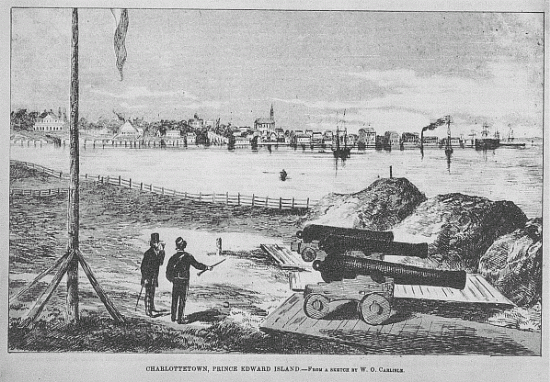
Вид на Шарлоттаун в 1872 году, за год до вступления Острова Принца Эдуарда в Канадскую конфедерацию.
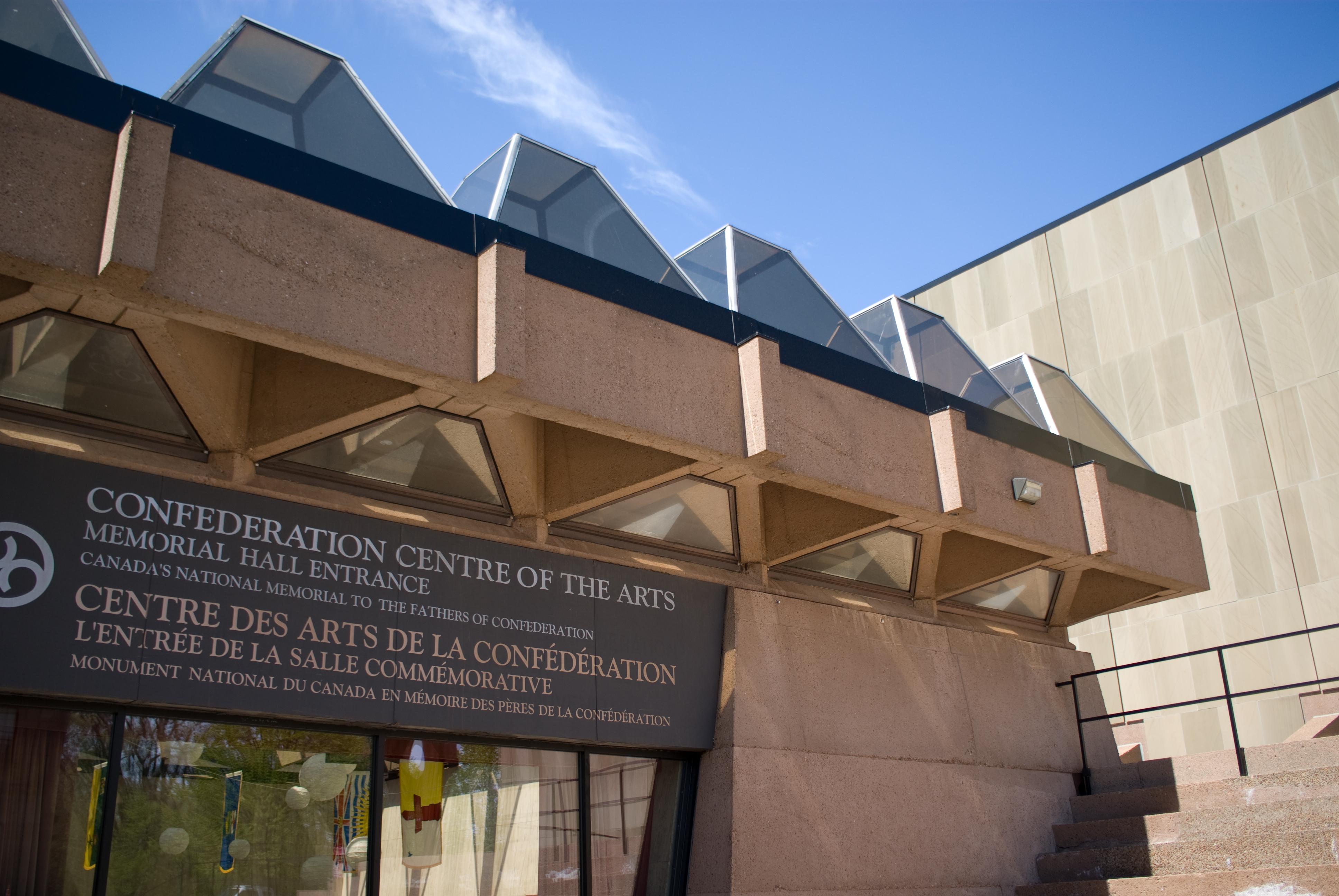
Вход в Центр искусств Конфедерации. Центр был открыт в 1964 году в ознаменование столетия конференции в Шарлоттауне.
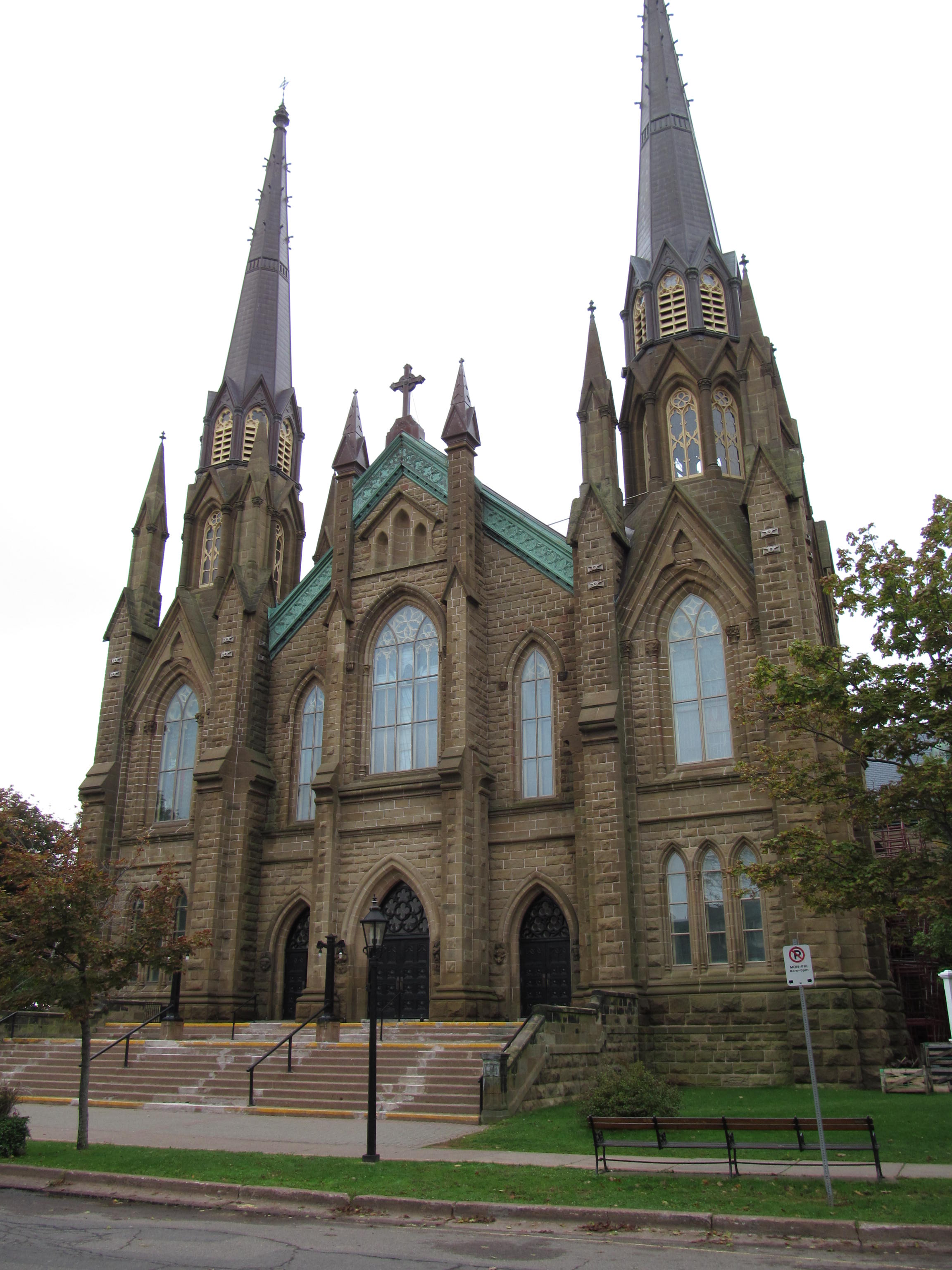
Католический собор Святого Дунстана
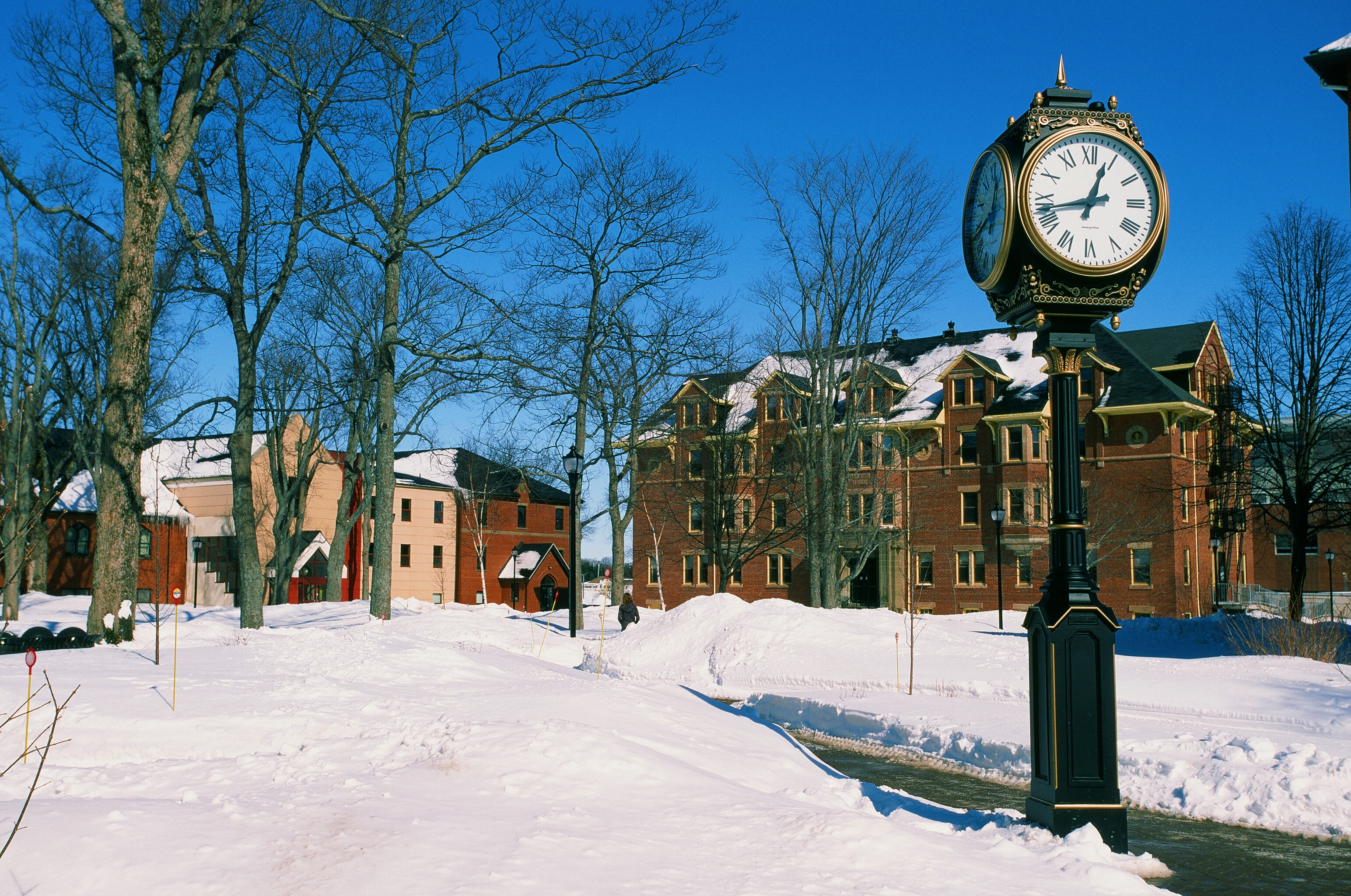
Кампус Университета острова Принца Эдуарда. В 1969 году два местных высших учебных заведения: Университет Святого Дунстана и Колледж принца Уэльского, объединились для образования UPEI.
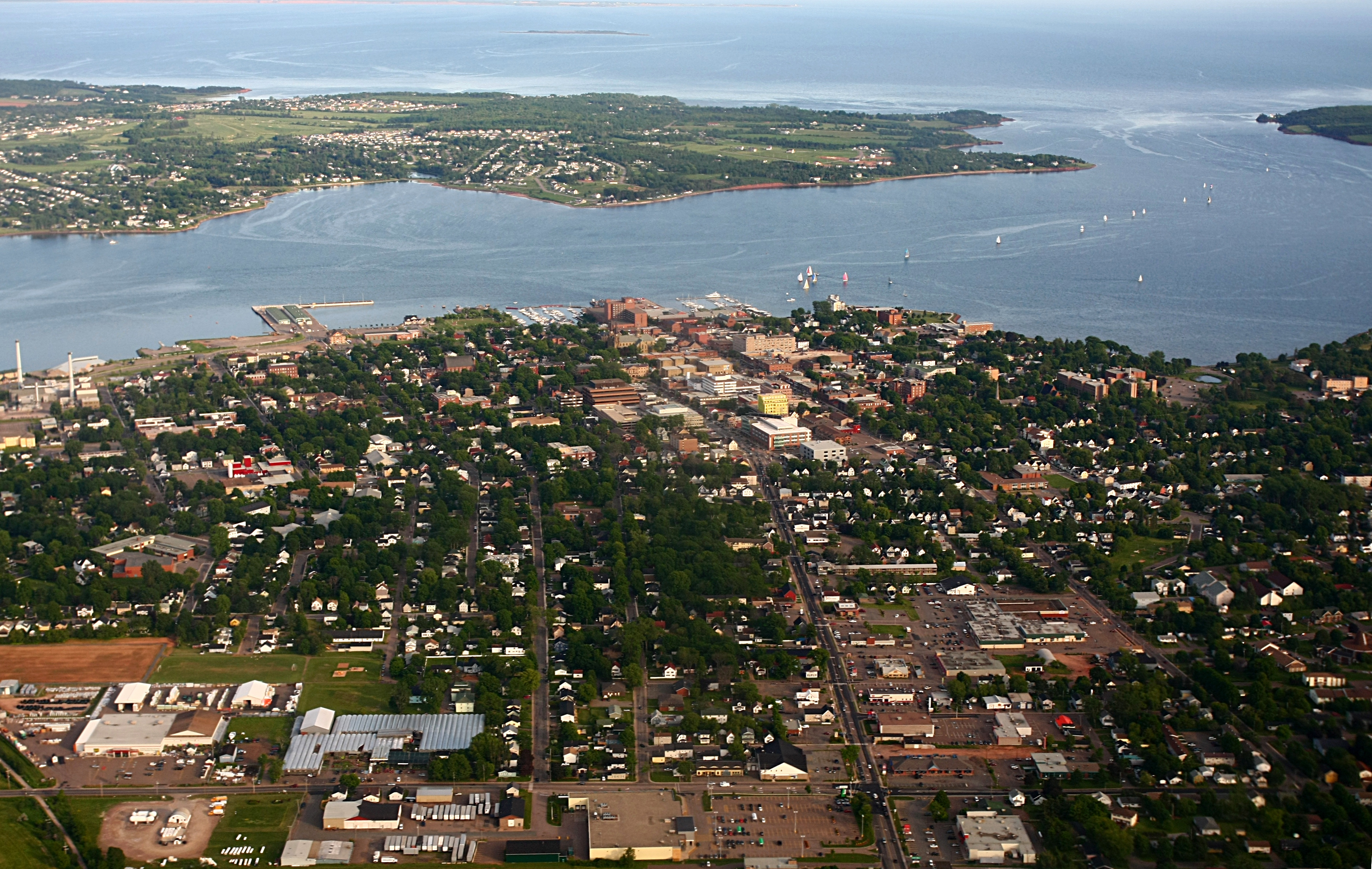
Шарлоттаун расположен в одноименной гавани. Гавань ведёт в пролив Нортамберленд.
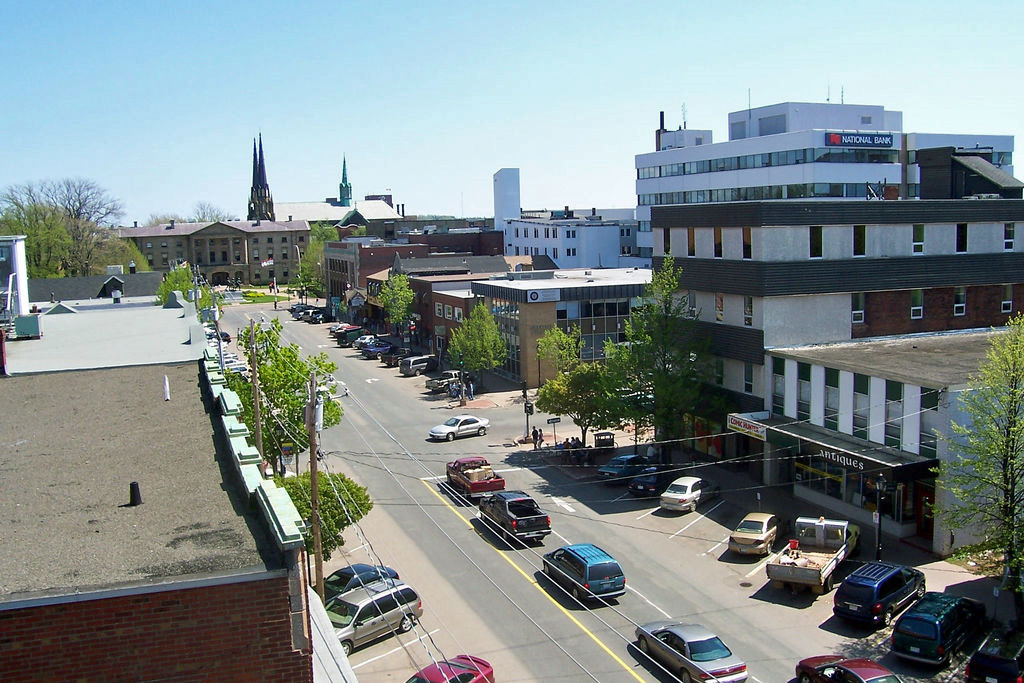
Вид на центр города Шарлоттаун с Атлантического Технологического Центра.
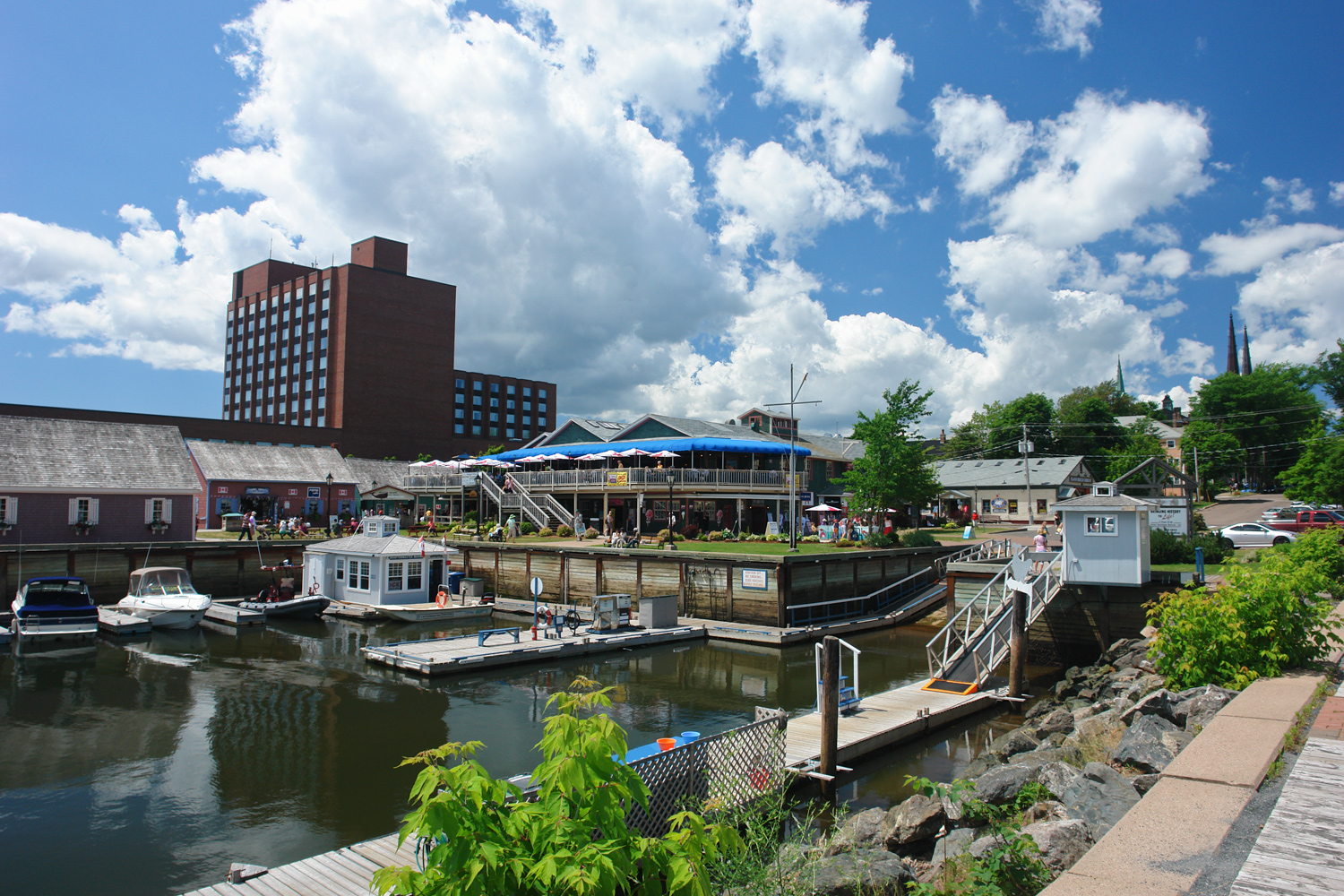
Вид с Марины Шарлоттауна. На набережной города преобладает градостроительство.
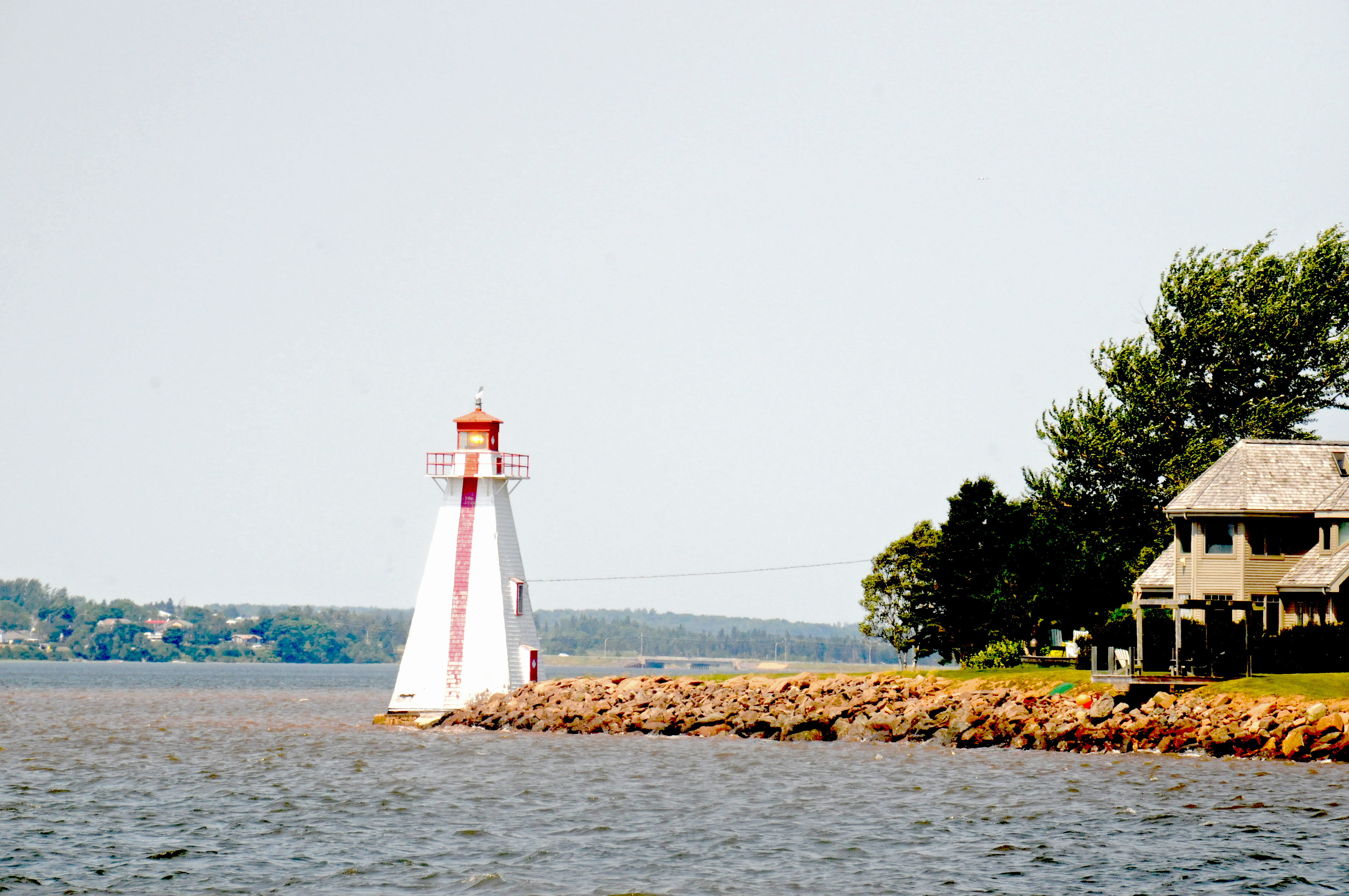
Брайтонский пляжный маяк в районе Брайтона.
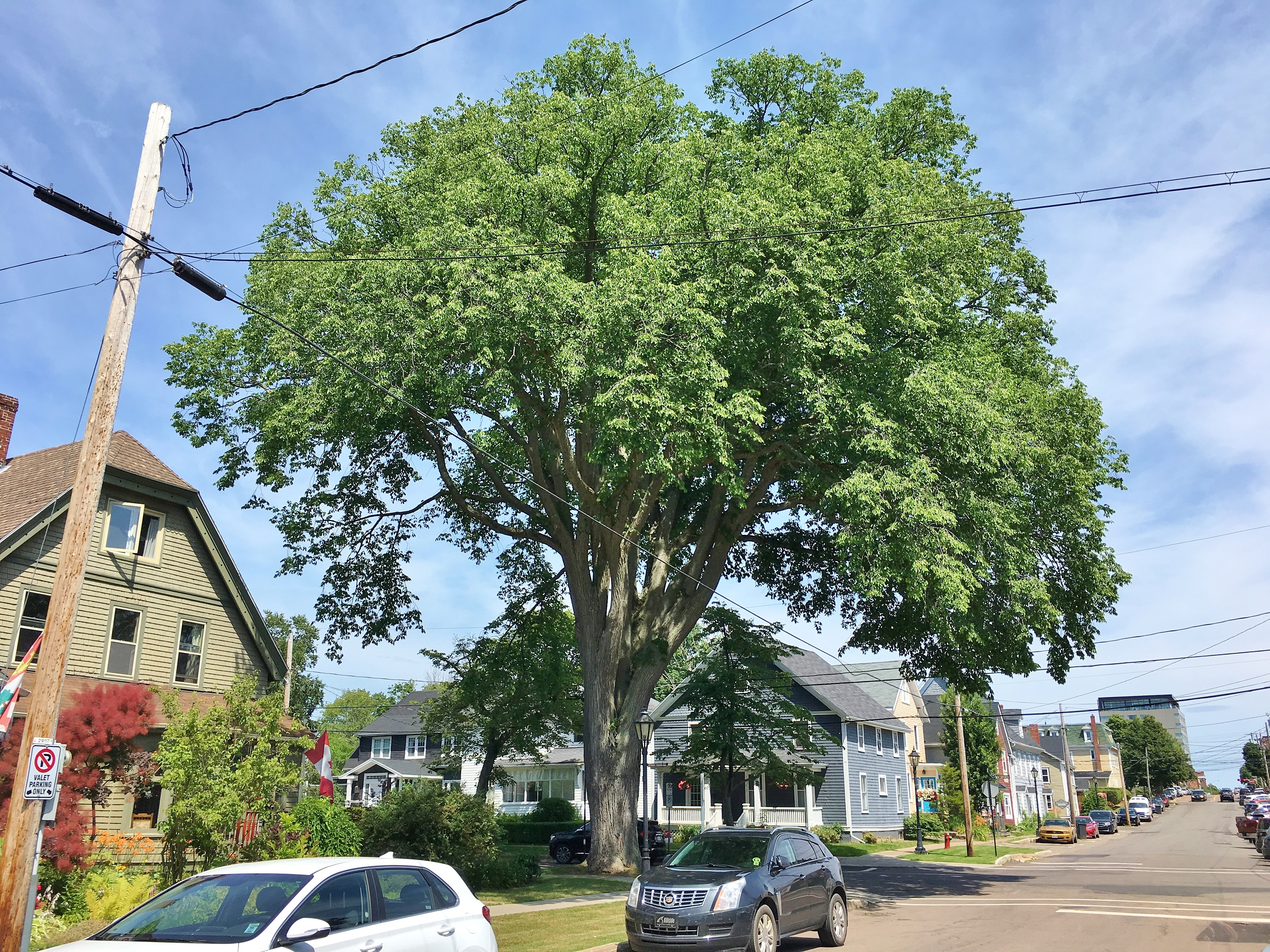
Большой американский вяз в районе Шарлоттауна недалеко от центра города (август 2019 года)
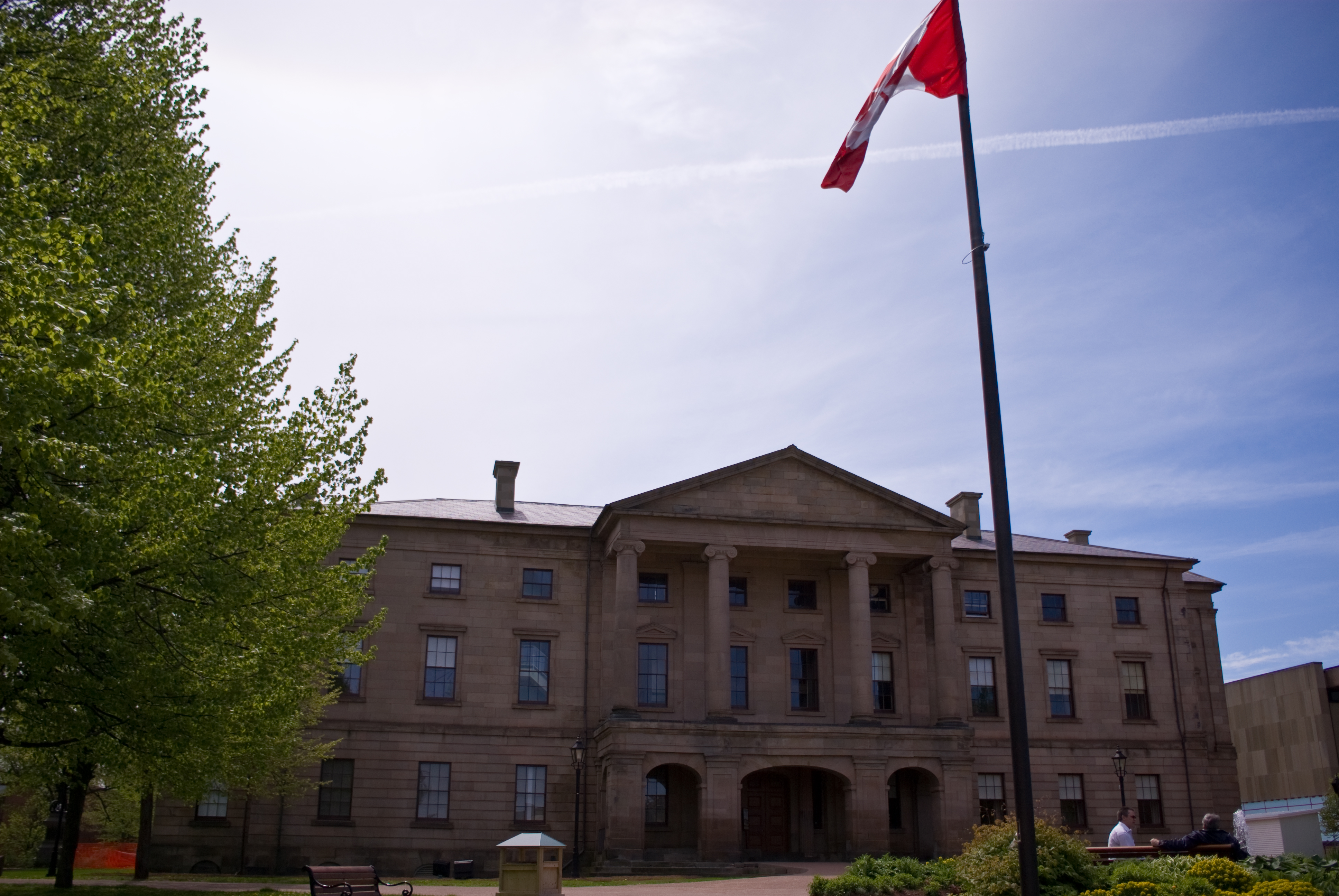
В Доме Провинции находится Законодательное Собрание Острова Принца Эдуарда, где проходила Конференция в Шарлоттауне.
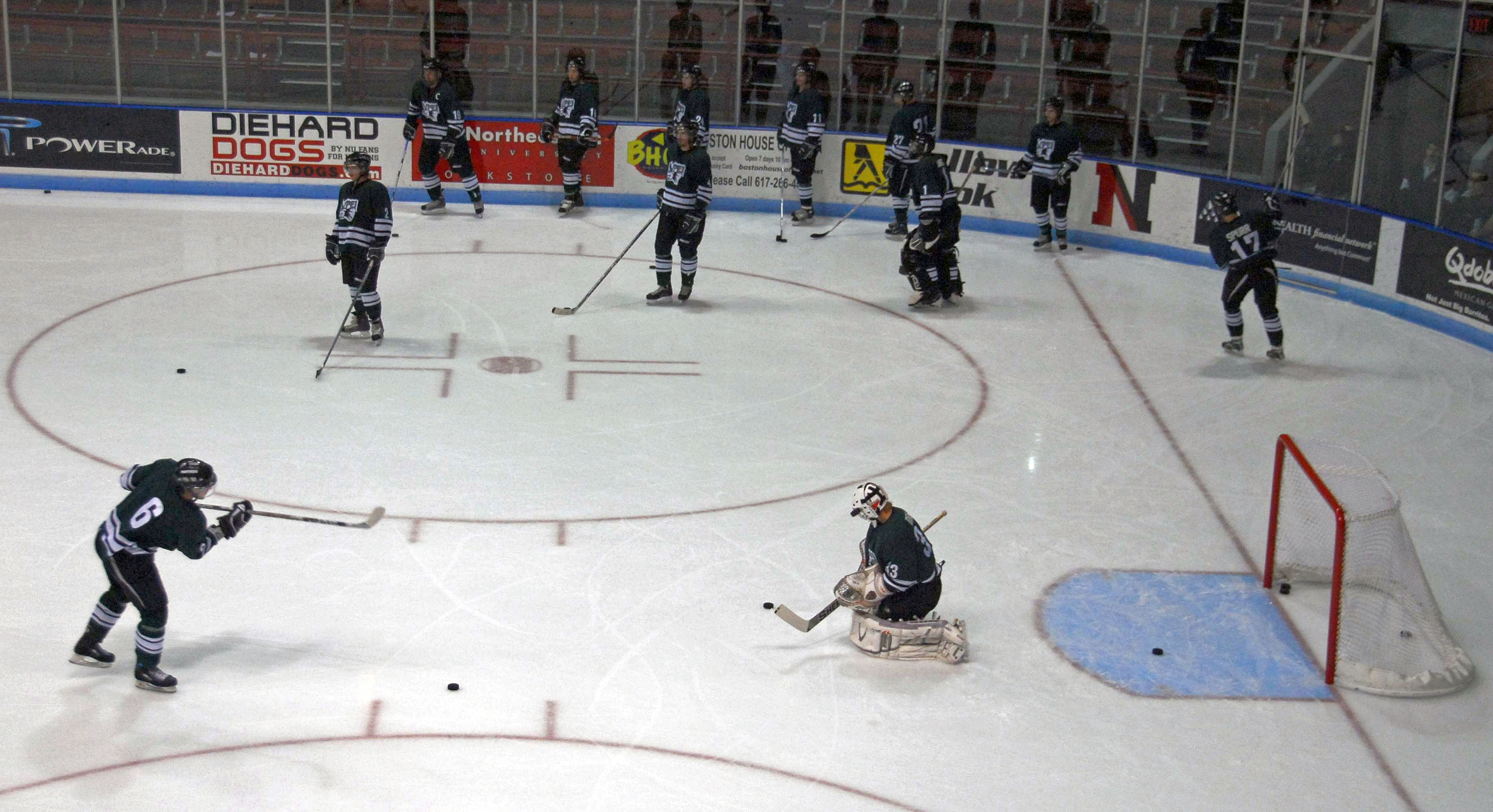
Пантеры Университета острова Принца Эдуарда тренируются на МакЛоклан Арена. Команда является одной из нескольких любительских команд в городе.
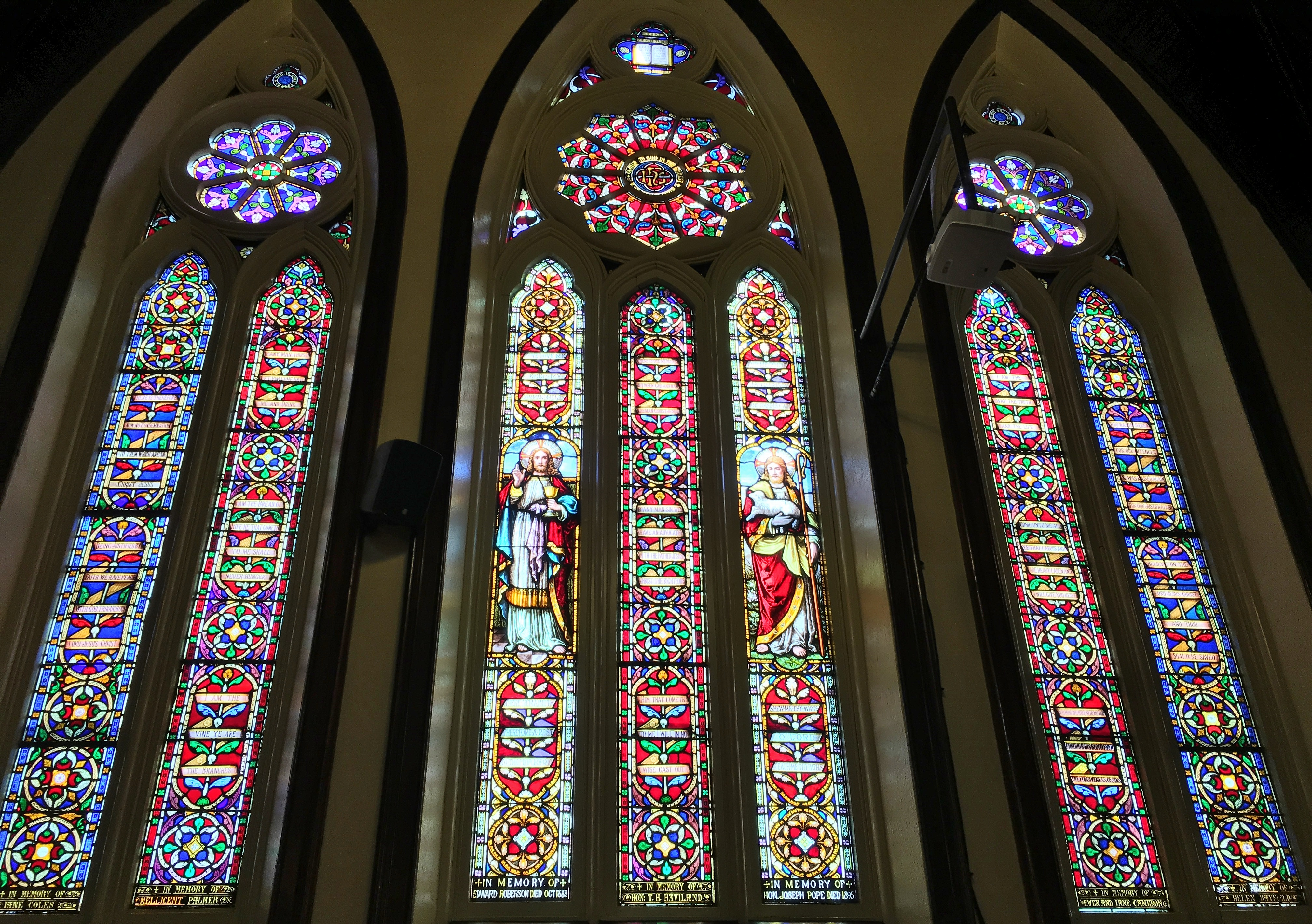
Англиканская церковь Святого Павла, Шарлоттаун (август 2019 года)
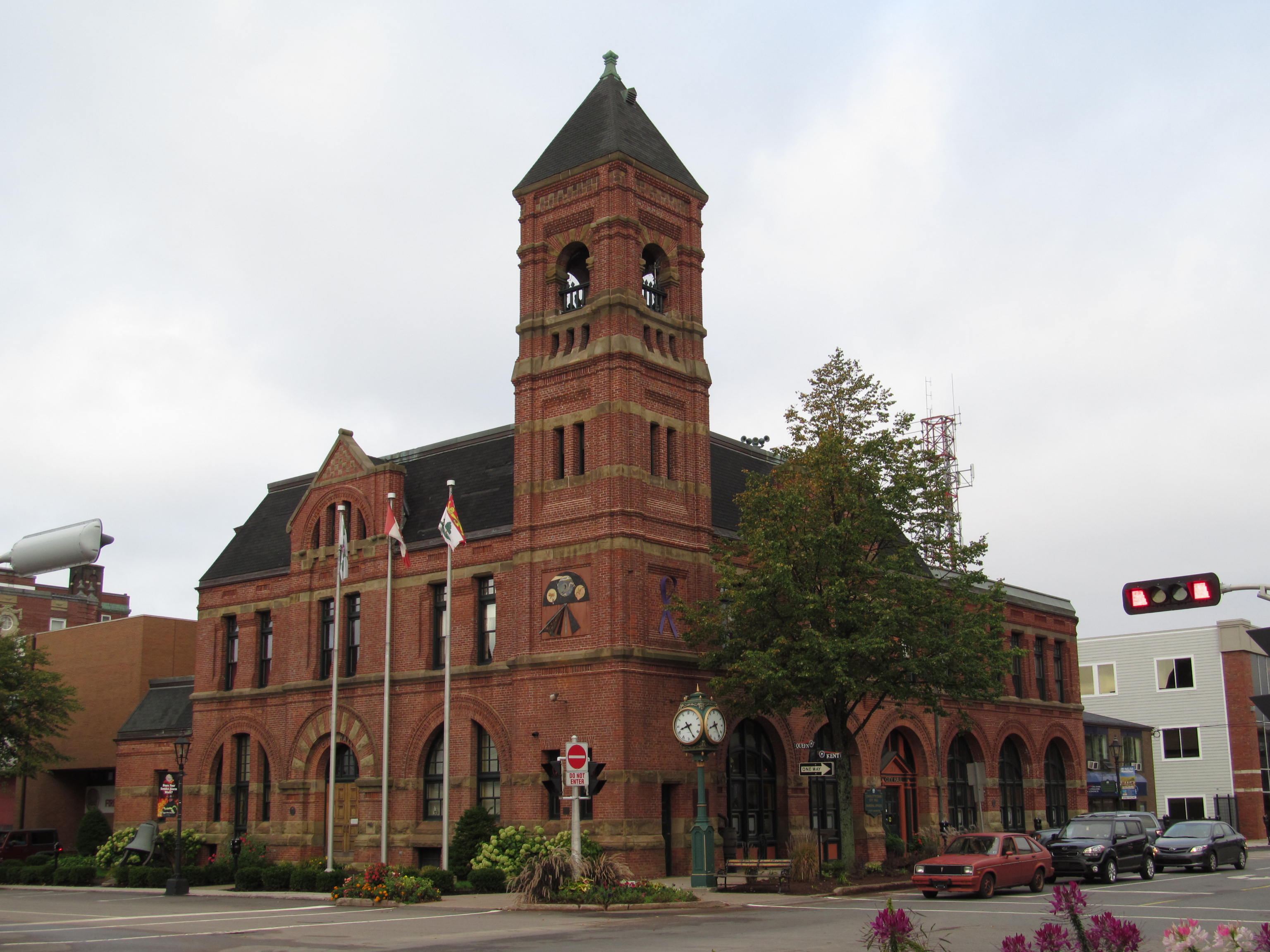
Ратуша Шарлоттауна является резиденцией органов муниципального управления.
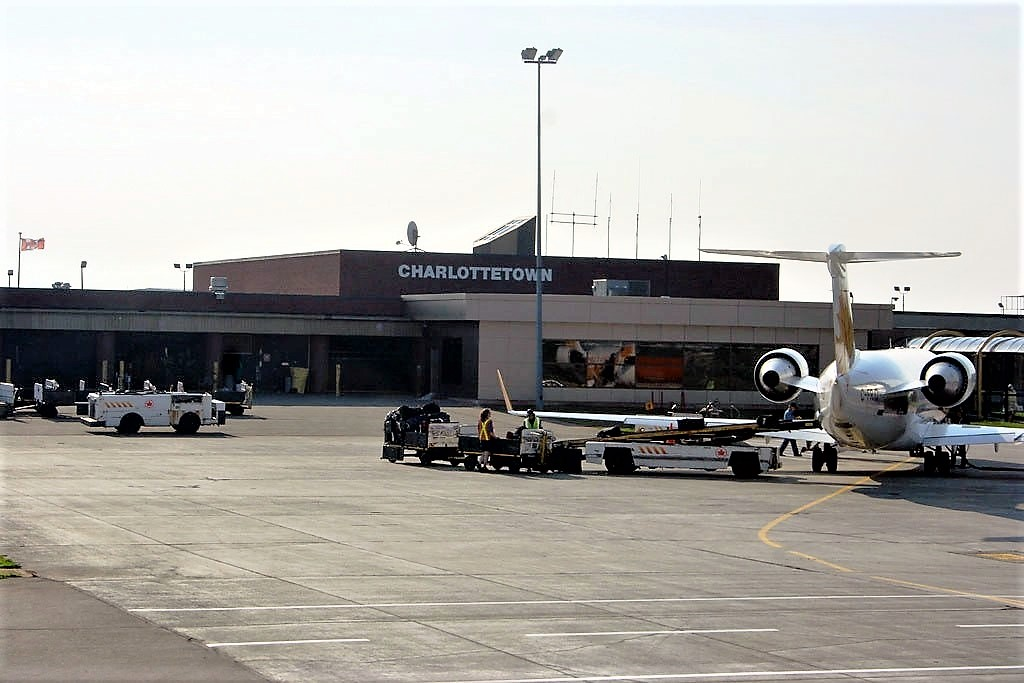
Аэропорт Шарлоттауна является единственным аэропортом провинции с регулярным обслуживанием пассажиров.
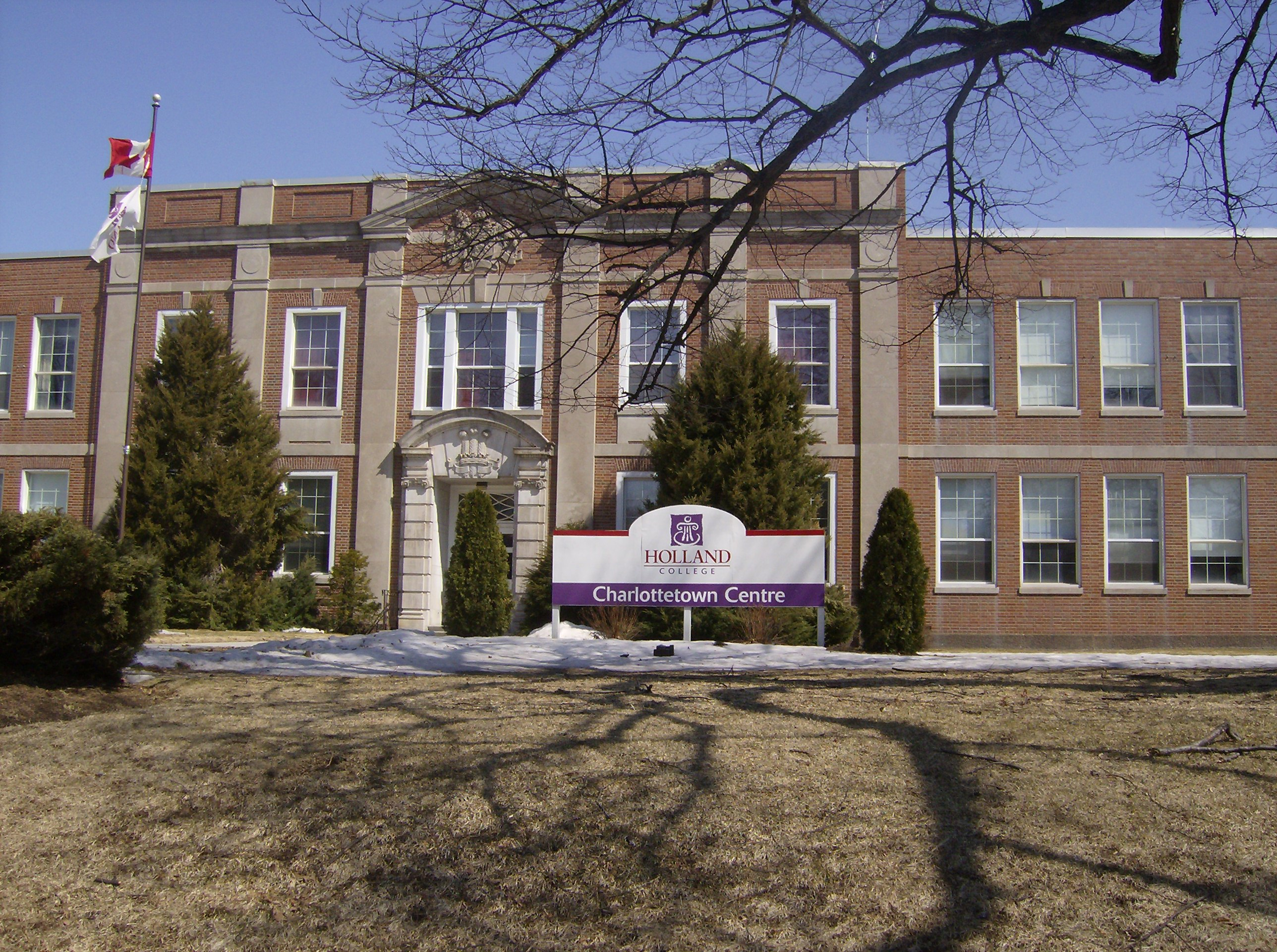
Шарлоттаун является домом для нескольких кампусов колледжа Голландии, провинциального колледжа.